# Zakia Zouanat
Zakia Zouanat, née en 1957 et morte le 30 août 2012 à l'âge de 55 ans, est une anthropologue marocaine. Titulaire d'un doctorat d'État en anthropologie de l'université Paris-V (obtenu en 1989), elle était chercheuse à l'Institut des études africaines à l’université Mohammed-V de Rabat (Maroc). 
Elle travaillait sur le patrimoine soufi du royaume du Maroc et ses prolongements dans le monde (courant ascétique et mystique de l’islam qui vise au pur amour de Dieu). 
Son œuvre est dédiée à la redécouverte des saints de son pays (XIIe et XIIIe siècles), la rencontre avec leurs doctrines et sagesses, et la restauration de leurs mausolées.

## Contribution à l’anthropologie
S’appuyant sur des sources manuscrites et historiques, ainsi que sur des méthodes ethnographiques au sein des Zaouiyas, Zakia Zouanat a consacré sa carrière d’anthropologue au patrimoine soufi marocain.

### Thèse de doctorat
Zouanat réalise sa thèse de doctorat en anthropologie sociale et culturelle à l’université Paris-V en 1989, qui est consacrée au saint Abd Al-salam îbn Mashish .

### Paroles d’or
Publié en 2001, Paroles d’or est une traduction en français de l'ouvrage sur l’histoire du soufisme au Maroc intitulé « Kitab Al-Adhahab Alhibriz min Kalam Sayyid Abd-Al'Aziz Al-Dabbagh ». 
Le but de cette traduction est d'encourager les lecteurs francophones à découvrir un univers habituellement caché, dissimulé. Le lecteur peut sentir la relation intime entre les cimes de la connaissance divine et les infimes faits de la vie quotidienne dans et autour de la cité, commerce, artisanat, agriculture, le sacre pénétrant profondément la vie sociale.
Cet ouvrage participe d’un changement de perspective de l’islam en Occident, contribuant à déconstruire des images stéréotypées d’un islam intolérant et violent.

### Le Royaume des Saints
Son ouvrage le Royaume des saints, publié en 2008, porte sur les saints du Maroc, leur importance religieuse, culturelle, sociale ainsi que le rôle qu’ils détenaient dans l’enseignement aux disciples. Cet ouvrage permet une véritable redécouverte des saints marocains, leurs doctrines et leurs valeurs spirituelles et sociales. 
Ce livre est son travail le plus connu, lui ayant permis une reconnaissance importante au Maroc, rencontrant le roi Mohammed VI, elle lui offrit le livre dans sa traduction française. Elle contribue à défendre le soufisme marocain contre les préjugés et fausses croyances qui ont cours au Maroc. Elle souhaite redonner au soufisme une place de choix dans la société marocaine. Ainsi, Zouanat écrit : « A l’ère d’une mondialisation qui se cherche désespérément une âme, qu’a-t-on à donner à l’autre si l’on ne se connaît pas soi-même, si l’on n’a pas préservé ce que nous avons de plus précieux, notre identité ? Or, le soufisme est un pan central de l’identité marocaine ! ». 

## Contribution à la protection du patrimoine soufi
Son travail et son influence ont permis de remettre en valeur les sites de pèlerinage soufi au Maroc en sensibilisant les autorités marocaines et les communautés locales à l’importance de leur préservation.

## Œuvres
- Le pôle martyr Moulay ́Abd as-Salâm Ibn Machîch et son sanctuaire : étude historico-anthropologique, Paris, 1989, 264 f. - [Thèse de doctorat : Anthropol. : Paris 5 : 1989][2]

directeur de thèse : Georges Balandier
- Ibn Mashish : maître d'al-Shadili, Najah El Jadida, 1998
- Le Royaume des Saints, 2011
- Soufisme : quête de lumière, préface de Ahmed Toufiq, Koutoubia, 2009
- Paroles d'or de ‘Abd al-‘Azîz al-Dabbâgh ; enseignements consignés par son disciple Ibn Mubârak al-Lamtî ; préface, notes et traduction de l'arabe par Zakia Zouanat